# 24028 Веронікадуйс
24028 Веронікадуйс (24028 Veronicaduys) — астероїд головного поясу, відкритий 9 вересня 1999 року.
Тіссеранів параметр щодо Юпітера — 3,341.